# گواهینامه ای اتحادیه فوتبال اروپا
 گواهینامه اِی اتحادیه فوتبال اروپا (مدرک مربیگری سطح A یا UEFA A Licence) یک مجوز مربیگری زیر نظر یوفا است. این مجوز یک سطح پایین‌تر از گواهینامهٔ حرفه‌ای اتحادیه فوتبال اروپا می‌باشد. دارندگان این مدرک می‌توانند به عنوان سرمربی در تیم‌های جوانان تا ۱۸ سال، تیم‌های ذخیره (تیم‌های دوم یا تیم ب) برای تیم‌های درجه یک و نیز باشگاه‌های حرفه‌ای رده دوم مردان فعالیت نمایند.